# Canale Industriale del Ticino
Der Canale Industriale ist ein während der Industrialisierung geschaffener, künstlicher Wasserweg, der in Norditalien nahe der Schweizer Grenze vom Ticino (Tessin) abzweigt und mit Schleusen aus der Jahrhundertwende Höhenunterschiede von bis zu 12 m überwindet. Der Kanal wurde 1900 als Canale industriale Vittorio Emanuele III eröffnet und wurde für die Erzeugung von Strom aus Wasserkraft gebaut. Der Kanal dient bis heute der Stromerzeugung. Er mündet in den mittelalterlichen Naviglio Grande.